# 滇耳蕨
滇耳蕨（学名：Polystichum chingae）为鳞毛蕨科耳蕨属下的一个种。

## 扩展阅读
- 維基物種上的相關：滇耳蕨